# Dream Home
Pour plus de détails, voir Fiche technique et Distribution.
Dream Home (維多利亞壹號, Wai dor lei ah yut ho, lit. Victoria Numéro 1) est un film hongkongais de Pang Ho-cheung, sorti en 2010.

## Synopsis
Une jeune femme vivant à Hong Kong est tiraillée entre deux emplois peu épanouissants de télévendeuse et de commerçante dans un magasin de vêtements. Sa vie personnelle est peu épanouissante non plus : elle est la maîtresse d'un homme marié assez pathétique, et son père meurt à petit feu d'un cancer des poumons. Alors qu'elle est en passe d'assouvir son rêve d'enfance — acquérir un foyer avec vue sur la mer — une crise immobilière se déclenche. L'avenir de la jeune femme se fait sinistre, d'autant plus qu'elle doit faire face aux énormes frais d'hôpitaux dus au cancer de son père. Pour concrétiser son rêve, elle décide de le laisser mourir et d'influer sur les prix de l'immobilier en assassinant les occupants de la résidence qu'elle convoite. Sous l'effet de la terreur, les prix baissent, lui permettant d'acquérir l'appartement. Ironiquement, à la même époque, la crise des subprimes se dévoile au grand jour, affectant les prix de l'immobilier partout dans le monde…

## Fiche technique
- Titre original : 維多利亞壹號, Wai dor lei ah yut ho
- Titre international : Dream Home
- Réalisation : Pang Ho-cheung
- Scénario : Pang Ho-cheung, Derek Tsang et Jimmy Wan d'après l'histoire de Pang Ho-cheung
- Décors : Lim Chung Man
- Photographie : Nelson Yu Lik-wai
- Son : Du-Che Tu
- Montage : Wenders Li
- Musique : Gabriele Roberto
- Production : Pang Ho-cheung, Conroy Chan, Josie Ho, Subi Liang et Andrew Ooi (producteur exécutif)
- Société de production : 852 Films et Making Film
- Société de distribution : EDKO Film
- Pays d'origine :   Hong Kong
- Langue : cantonais
- Format : Couleur - 2.35 : 1 - 35mm - Son Dolby Digital
- Genre : Slasher
- Durée : 96 minutes
- Dates de sortie :
  -  Hong Kong : 13 mai 2010
  -  France : 5 avril 2011 (DVD et Blu-Ray)
- interdit aux moins de 12 ans

## Distribution
- Josie Ho (VF : Chloé Berthier) : Cheng Lai-Sheung
- Eason Chan (VF : Damien Ferrette) : Siu To, le mari infidèle
- Derek Tsang : le jeune voisin
- Song Xiaocheng : la prostituée vomissant dans les toilettes
- Zhou Chuchu : la prostituée chaude
- Lawrence Chou : le jeune voisin jouissant
- Phat Chan : le jeune aux cheveux bleus
- Norman Tsui (VF : Hervé Furic) : le père de Lai-Sheung
- Juno Mak : le policier
- Sinn Lap Man : le propriétaire, mari de la femme enceinte
- Michelle Ye : la femme enceinte
- Wong Ching : l’agent de sécurité
- Paw Hee Ching : la mère de Lai-Sheung

## Distinctions

### Nominations
Festival du film fantastique de Gérardmer 2011
- Grand Prix (Ho-Cheung Pang)
- Prix du Jury (Ho-Cheung Pang)
- Prix du Jury Jeunes de la Région Lorraine (Ho-Cheung Pang)
- Prix de la Critique Internationale (Ho-Cheung Pang)
- Prix du Public (Ho-Cheung Pang)
- Prix du Jury SyFy Universal (Ho-Cheung Pang)

Hong Kong Film Awards 2011
- Prix du meilleure actrice (Josie Ho )
- Prix du meilleur son (Du-Che Tu)
- Prix des meilleurs effets spéciaux (Andrew Lin, Yuen Fai Ng, Wai Kit Leung et Hin Pu Ho)